# Jan Żemełka
Jan Żemełka (ur. 1883, zm. 1957) – działacz plebiscytowy na Górnym Śląsku, nauczyciel w Gliwicach w latach 1919–1920, członek Oberschlesische Volkspartei.
27 lipca 1920 roku został ciężko pobity po ataku bojówki niemieckiej na zgromadzenie członków organizacji Niemców górnośląskich, zamierzających głosować za Polską.